# Tachycineta
Tachycineta es un género de aves paseriformes perteneciente a la familia Hirundinidae. Es originario de América.

## Especies
Contiene las siguientes especies:
- Tachycineta bicolor - golondrina bicolor;
- Tachycineta albilinea - golondrina de manglar;
- Tachycineta stolzmanni - golondrina de Tumbes;
- Tachycineta albiventer - golondrina aliblanca;
- Tachycineta leucorrhoa - golondrina cejiblanca;
- Tachycineta leucopyga - golondrina chilena;
- Tachycineta euchrysea - golondrina dorada;
- Tachycineta thalassina - golondrina verdemar;
- Tachycineta cyaneoviridis - golondrina de las Bahamas.